# Bill Osco
Bill Osco, nome d'arte di William Osco, (1947), è un produttore cinematografico, regista e attore statunitense.

## Biografia
Il primo lavoro di produzione di Osco (in una veste non accreditata) fu il film Mona: The Virgin Nymph del 1970, uno dei primi film per adulti, dopo il film Blue Movie di Andy Warhol del 1969, a ricevere un'uscita nelle sale cinematografiche nazionali negli Stati Uniti. L'uscita di Mona è considerata uno degli eventi spartiacque che hanno contribuito a inaugurare l'età d'oro del porno negli Stati Uniti.
Nello stesso anno, Osco diresse il documentario Hollywood Blue con Michael Benveniste e Howard Ziehm. Nel 1971, Osco produsse un altro film per adulti, Harlot, seguito dalla parodia fantascientifica del 1974 di Flash Gordon, Flesh Gordon, e dalla commedia musicale erotica del 1976, Alice nel paese delle pornomeraviglie. Il film incassò oltre 90 milioni di dollari a livello globale. Prodotto come film softcore, Osco lo rieditò in seguito in una versione pornografica hardcore, utilizzando filmati di Kristine de Bell non girati durante la produzione originale. Jason Williams, che co-produsse e recitò nel film, criticò il coinvolgimento di Osco nel film. Sostenne di non essere mai stato pagato per il suo coinvolgimento e che Osco abbia esagerato il suo coinvolgimento nella direzione creativa del film.
Negli anni '80, Osco produsse tre film scritti e diretti da Jackie Kong, a partire da The Being del 1983, che vide Osco anche come attore protagonista. Ad esso fecero seguito Pattuglia di notte nel 1984 e Una fabbrica di matti nel 1987, nei quali Osco recità in ruoli minori. A partire dal 1987, Osco iniziò la sua carriera di regista con lo speciale comico The Unknown Comedy Show.

## Filmografia

### Produttore
- Mona: The Virgin Nymph, regia di Michael Benveniste e Howard Ziehm (1970) Non accreditato
- Whatever Happened to Stud Flame?, regia di Howard Ziehm (1970)
- Virgin Runaway, regia di Howard Ziehm (1970)
- Hollywood Blue, regia di Michael Benveniste (1970)
- Harlot, regia di Michael Benveniste e Howard Ziehm (1971)
- Lust Orgy (1973)
- Monica, Daughter of Mona, regia di Howard Ziehm (1973)
- Flesh Gordon (Flesh Gordon), regia di Michael Benveniste e Howard Ziehm (1974)
- Honolulu Hustle, regia di Jason Williams (1974) Non accreditato
- P, regia di Tom e Jason Williams (1974) Non accreditato
- Alice nel paese delle pornomeraviglie (Alice in Wonderland: An X-Rated Musical Fantasy), regia di Bud Townsend (1976)
- Cop Killers, regia di Walter R. Cichy (1977)
- Debbie Does Hawaii, regia di Jason Williams (1979) Non accreditato
- The Being, regia di Jackie Kong (1981)
- Pattuglia di notte (Night Patrol), regia di Jackie Kong (1984)
- Una fabbrica di matti (The Under Achievers), regia di Jackie Kong (1987)
- The Unknown Comedy Show, regia di Bill Osco (1987) Uscito in home video
- Gross Out, regia di Bill Osco (1990)
- Art of Nude Bowling, regia di Bill Osco (1995) Uscito in home video
- Urban Legends, regia di Bill Osco (1998)
- Pink TV Vol. 2 (2001) Non accreditato / Film uscito in home video
- Cat Fight Wrestling, regia di Bill Osco (2002) Non accreditato / Film uscito in home video
- Pink TV (2008) Non accreditato / Film uscito in home video

#### Produttore esecutivo
- Tijuana Blue, regia di Howard Ziehm (1971) Non accreditato
- The Daring French Touch, regia di Howard Ziehm (1971)
- City of Sin, regia di Howard Ziehm (1971) Non accreditato
- Naked Hunter, regia di Howard Ziehm (1971)
- Seeds of Lust, regia di Howard Ziehm (1971) Non accreditato
- Miss Erotica U.S.A., regia di Howard Ziehm (1971) Non accreditato
- The Incredible Body Snatchers, regia di Howard Ziehm (1973) Non accreditato
- The Great American Girl Robbery, regia di Jeff Werner (1979)
- Debbie Does Hawaii, regia di Jason Williams (1979) Non accreditato
- Pleasure is My Business, regia di Joseph F. Robertson e Howard Ziehm (1983) Non accreditato / Film uscito in home video
- Gross Out, regia di Bill Osco (1990)
- The Secret Life: Jeffrey Dahmer, regia di David R. Bowen (1993)

### Regista
- The Unknown Comedy Show (1987) Uscito in home video
- Gross Out (1990)
- Art of Nude Bowling (1995) Uscito in home video
- Urban Legends (1998)
- Cat Fight Wrestling (2002) Uscito in home video

### Attore
- Alice nel paese delle pornomeraviglie (Alice in Wonderland: An X-Rated Musical Fantasy), regia di Bud Townsend (1976) Non accreditato
- Cop Killers, regia di Walter R. Cichy (1977)
- The Being, regia di Jackie Kong (1981)
- Pattuglia di notte (Night Patrol), regia di Jackie Kong (1984)
- Una fabbrica di matti (The Under Achievers), regia di Jackie Kong (1987)

### Sceneggiatore
- Whatever Happened to Stud Flame?, regia di Howard Ziehm (1970)
- Cop Killers, regia di Walter R. Cichy (1977)
- Pattuglia di notte (Night Patrol), regia di Jackie Kong (1984)
- Art of Nude Bowling, regia di Bill Osco (1995) Uscito in home video
- Cat Fight Wrestling, regia di Bill Osco (2002) Non accreditato / Film uscito in home video